# Chuck Cunningham-szindróma
A Chuck Cunningham-szindróma egy televíziós jelenség és kifejezés, amelyet akkor szokás használni, ha egy televíziós sorozat egy karaktere hirtelen, minden magyarázat nélkül tűnik el a sorozatból.

## Története
A Chuck Cunningham-szindróma névadója Chuck Cunningham, a Happy Days című sorozat egyik szereplője volt. Chucknak az első részben (a pilot epizódban) még nagy szerepe volt, később azonban már csak kevés alkalommal volt látható. A sorozat első évadának végén kiírták a történetből (ebben az esetben még a készítők megmagyarázták a hiányát azzal, hogy egyetemre ment), és soha többé nem említették meg őt. Ez volt az első eset a televíziózás történetében, amikor egy sorozat szereplőjétől ilyen módon váltak el a készítők.

## Sorozatok, amelyekben megfigyelhető a jelenség
A Chuck Cunningham-szindróma sok sorozatban tetten érhető. Híres esetek az Egy rém rendes család Seven nevű karakterének eltűnése és a T. J. Hooker című sorozatban a címszereplő társának, Vince Romano eltűnése (előbbit Shane Sweet, utóbbit Adrian Zmed alakította). De ide sorolható az Egyről a kettőre című sorozatból Brandon vagy a Váratlan utazásból Andrew King.
Magyarországon ritkábban fordul elő (pl. A mi kis falunk című sorozatban Matyi, az egyik közmunkás karaktere tűnik el különösebb magyarázat nélkül).